# Jonathan Wilson (journaliste)
Pour les articles homonymes, voir Jonathan Wilson et Wilson.
Jonathan Wilson, né le 9 juillet 1976 à Sunderland dans le comté de Tyne and Wear, est un journaliste sportif anglais. 
Collaborateur au Guardian, à l'Independent et à Sports Illustrated, il est le fondateur et le principal éditeur de la revue électronique The Blizzard.
Il a publié plusieurs livres sur l'histoire du football, principalement sur le football anglais et soviétique. Il remporta le prix du
William Hill Sports Book of the Year en 2008 et le prix du 'Best Football Book' aux British Sports Book Awards en 2009 pour son livre "La pyramide inversée : l'histoire mondiale des tactiques de football"
Son livre plusieurs fois primé a été mis à jour et traduit en 140 langues en 2018 dont en français.